# Gastón Otreras
Oscar Gastón Otreras es un futbolista argentino, nacido en Quilmes el 24 de agosto de 1985. Juega de mediocampista en Club Atlético El Nacional de Tres Arroyos de la Liga Regional Tresarroyense.

## Trayectoria
Oscar Gastón Otreras Se inició en las inferiores de Boca Juniors, en 2006 debutó en la primera de Club Atlético Huracán (Tres Arroyos). En 2007 se fue a jugar al Central Español Fútbol Club, luego pasó al Club Tijuana de México, y en 2011 regresó a Uruguay para defender a Bella Vista en la Copa Sudamericana 2011 ahora fichara en este 2012 para Reboceros de La Piedad En el año 2013 se transforma en el nuevo refuerzo del Aldosivi de la Ciudad de Mar del Plata, Argentina. Dicho club se encontraba en la categoría Primera B Nacional de dicho país. Actualmente juega en El Nacional de Tres Arroyos desde el año 2020, en la Liga Regional Tresarroyense; donde se consagró campeón del Apertura 2022 siendo uno de los jugadores más importantes del torneo. Fue ternado por el Círculo de Periodistas Deportivos de Tres Arroyos para recibir el premio a mejor jugador del año como en 2021.

## Clubes
| Club                      | País      | Año         |
| ------------------------- | --------- | ----------- |
| Huracán de Tres Arroyos   | Argentina | 2006 - 2007 |
| Central Español           | Uruguay   | 2007 - 2008 |
| Tijuana                   | México    | 2008 - 2011 |
| Bella Vista               | Uruguay   | 2011        |
| Reboceros de La Piedad    | México    | 2012        |
| Aldosivi                  | Argentina | 2013        |
| Juventud de Las Piedras   | Uruguay   | 2013 - 2014 |
| Unión San Felipe          | Chile     | 2014 - 2015 |
| Club Atlético Fénix       | Argentina | 2015 - 2016 |
| Club Atlético El Nacional | Argentina | 2020 - 2023 |

## Palmarés

### Campeonatos nacionales
| Título             | Club    | País   | Año    |
| ------------------ | ------- | ------ | ------ |
| Liga de Ascenso MX | Tijuana | México | 2010-A |